# Vermilion River (Wabash River)
Der Vermilion River (auch als Big Vermilion River bezeichnet) ist ein rechter Nebenfluss des Wabash River in den  US-Bundesstaaten Illinois und Indiana. Der Fluss ist 46 km lang und entwässert ein Areal von 3706 km² (davon 3353 km² in Illinois und 353 km² in Indiana).
Der Vermilion River entsteht am Zusammenfluss von Salt Fork (rechts) und Middle Fork Vermilion River (links) westlich der Stadt Danville im Vermilion County in Illinois. Er fließt in östlicher Richtung an Danville vorbei, wo der North Fork Vermilion River von Norden kommend in den Fluss mündet. Der Vermilion River wendet sich nach Südosten und überquert die Grenze nach Indiana. Er strömt noch knapp 20 Kilometer durch den Vermillion County in Indiana, passiert die Ortschaft Cayuga und mündet 55 km nördlich von Terre Haute in den Wabash River.

## Historische Brücken
Bei Eugene wird der Fluss von der Eugene Covered Bridge (Burr-Truss-Bauweise, 1873 errichtet, seit 1974 für den Verkehr gesperrt) überspannt.